# خالد اختر
خالد اختر (انگلیسی: Khalid Akhtar؛ زادهٔ ۴ نوامبر ۱۹۴۱) قایقران قایق بادبانی اهل پاکستان بود.